# Запис млади храст код дома (Гунцати)
Запис млади храст код дома (Гунцати) се налази на парцели чији је власник Град Београд.

## Локација
| Општина             | Барајево                                                                    |
| Катастарска општина | Гунцати                                                                     |
| Потес               | Палих бораца                                                                |
| Координате          | 44° 36′ 00″ С; 20° 24′ 00″ И / 44.599899999999998° С; 20.399999999999999° И |
| Надморска висина    | 209m                                                                        |

## Карактеристике
Дендрометријске вредности утврђене на терену и сателитским снимцима:
| Стабло                     | Храст |
| Висина стабла              | m     |
| Обим дебла                 | m     |
| Пречник крошње             | 3m    |
| Пречник дебла              | m     |
| Висина дебла до прве гране | m     |

## База записа
Запис је у оквиру Викимедија пројекта "Запис - Свето дрво" заведен под редним бројем 0960.